# Mike Jetten
Mike Jetten (Roermond, 1962) is een Nederlands bioloog en hij is als hoogleraar ecologische microbiologie verbonden aan de Radboud Universiteit Nijmegen. Jetten doet onderzoek naar chemische reacties die door bacteriën als energiebron worden gebruikt zoals de anammoxreactie. In 2012 ontving hij de Spinozapremie.

## Carrière
Jetten volgde de studie moleculaire wetenschappen aan de Universiteit van Wageningen. In 1991 promoveerde hij cum laude aan diezelfde universiteit op het onderwerp anaerobe microbiologie. Vervolgens verrichtte hij tot 1994 onderzoek aan het Massachusetts Institute of Technology. Van 1994 tot 1996 werkte Jetten als universitair docent aan de Technische Universiteit Delft.
In 2000 is Jetten benoemd tot hoogleraar ecologische microbiologie aan de Radboud Universiteit Nijmegen en sinds 2002 is hij daarnaast bijzonder hoogleraar 'environmental microbiology' aan de Technische Universiteit Delft. Jetten heeft het Institute for Water and Wetland Research opgericht en van 2004 tot 2010 was hij daar directeur.
Jetten is lid van de Beoordelingscommissie KNAW Fonds Ecologie en hij is lid van de Raad voor Aard- en Levenswetenschappen (RAL).

## Onderzoek
Jetten verricht onderzoek naar anaerobe bacteriën. Hij doet onderzoek naar de toepassingen, de ecologie, de fysiologie en biochemie van deze bacteriën. Dankzij zijn onderzoek kunnen bepaalde bacteriën ingezet worden om lucht en water te zuiveren van stikstof en zwavel. Het onderzoek van Jetten toont aan dat reacties waarvan men eerder dacht dat deze onmogelijk waren, juist als energiebron door bacteriën gebruikt worden. Een van de bekendste ontdekkingen van Jetten is de anammoxreactie. De anammoxbacterie kan stikstofbindingen omzetten in stikstofgas. Hij heeft meerdere reacties ontdekt zoals bepaalde anaerobe en aerobe omzettingen van methaan en zwavel. Het onderzoek van Jetten richt zich van het kweken van organismes tot het uiteenrafelen van chemische reacties op verschillende niveaus, lopend van moleculair niveau tot op het niveau van een ecosysteem.
Dankzij het onderzoek van Jetten kan de anammox-bacterie worden ingezet voor de waterzuivering. De anamox-bacterie is samen met een andere bacteriesoort in staat om schadelijke ammoniumverbindingen om te zetten in stikstofgas. Deze methode is milieuvriendelijker in gebruik dan de methode waarbij methanol-etende bacteriën werden gebruikt. De anamox-bacterie levert een energiebesparing van 80 procent op en zorgt voor 90 procent minder uitstoot van koolstofdioxide.
Ook deed Jetten onderzoek naar de methaankringloop wat nieuwe inzichten opgeleverd heeft op het gebied van klimaatsverandering. Jetten heeft meerdere malen in het wetenschappelijke tijdschrift Nature gepubliceerd. In 2008 ontdekten Jetten en diens medewerkers de bacterie Methylomirabilis oxyfera in het Twentekanaal. De bacterie kan methaan anaeroob omzetten naar koolstofdioxide.

## Erkenning
In 2008 ontving Jetten de ERC advanced grant ter waarde van 2.5 miljoen euro voor zijn onderzoek naar anammoxbacteriën.. In 2010 is Jetten lid geworden van de Koninklijke Nederlandse Akademie van Wetenschappen waar hij lid is van de sectie Biologie, onderdeel van de afdeling Natuurkunde. In 2012 ontving Jetten de Spinozapremie en in 2013 ontving hij zijn tweede ERC Advanced Grant. Jetten wil het geld van de ERC Advanced Grant besteden aan onderzoek naar Methylomirabilis oxyfera.

## Publicaties (selectie)
- Raghoebarsing A, A Pol, K van de Pas, A Smolders, K Ettwig, W Rijpstra, S Schouten, J Sinninghe Damsté, HM Op den Camp, MSM Jetten, M Strous (2006). A microbial consortium couples anaerobic methane oxidation to denitrification. Nature 440, 918-921.
- Strous M, (32 coauteurs), Frishman D, Huynen MA, Mewes HW, Weissenbach J, Jetten MSM, Wagner M, Le Paslier D (2006). Deciphering the evolution and metabolism of an anammox bacterium from a community genome. Nature 440, 790-794.
- Raghoebarsing A, Smolders A, Schmid M, Rijpstra W, Wolters M, Derksen J, Jetten MSM, Schouten S, Sinninghe Damste J, Lamers L, Roelofs J, Camp H, Strous M (2005). Methanotrophic symbionts provide carbon for photosynthesis in peat bogs. Nature 436, 1153-56.
- Sinninghe Damsté JS, Strous M, Rijpstra WIC, Hopmans EC, Geenevasen JAJ, Van Duin ACT, Van Niftrik LA and Jetten MSM (2002). Linearly concatenated cyclobutane lipids form a dense bacterial membrane. Nature 419: 708-712.
- Strous M, Fuerst JA, Kramer EHM, Logemann S, Muyzer G, van de Pas-Schoonen KT, Webb R, Kuenen JG and Jetten MSM (1999). Missing lithothroph identified as new planctomycete. Nature 400, 446-449.